# Leonardo Cozzando

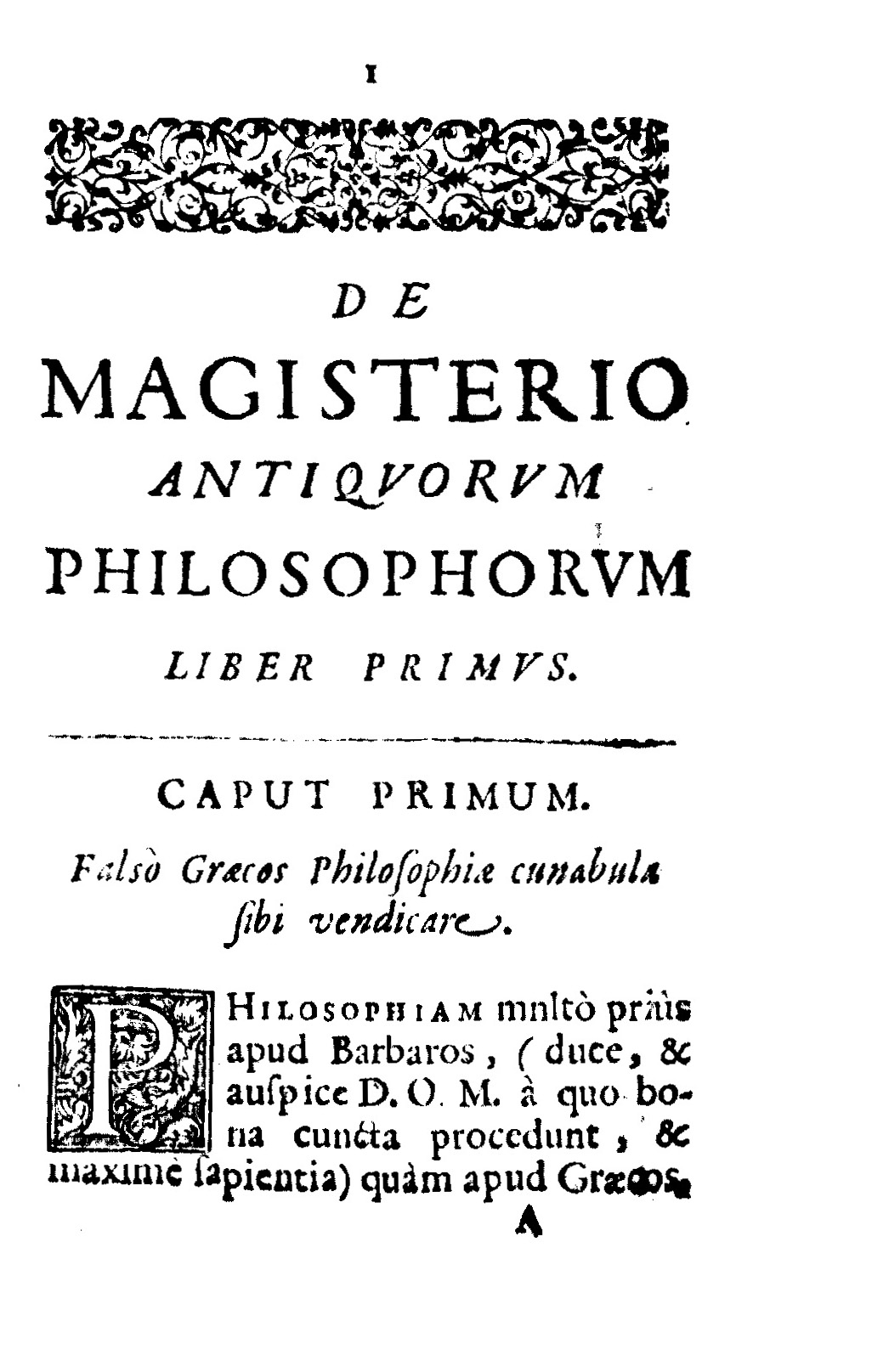
De magisterio antiquorum philosophorum, 1684

Leonardo Cozzando (Rovato, 1620 – Rovato, 7 febbraio 1702) è stato uno scrittore e religioso italiano.

## Biografia
Entrò dodicenne nell'Ordine dei Servi di Maria; nel 1690 divenne provinciale del suo Ordine. Scrisse e pubblicò numerose opere erudite di vario soggetto. Grazie alla sua prima opera, Corsi di penna, divenne membro nel 1645 dell'Accademia degli Erranti. Il suo lavoro più importante fu la Libraria bresciana, di cui la prima parte fu pubblicata nel 1685 e l'edizione completa in due parti nel 1694.

## Opere
- Corsi di penna, Brescia, Gio. Battista Gromi, 1645.
- (LA) De magisterio antiquorum philosophorum, Ginevra, Samuel de Tournes, 1684.
- Della libraria bresciana, nuovamente aperta, vol. 1, Brescia, Gio. Maria Rizzardi, 1685.
- Libraria bresciana, Brescia, Gio. Maria Rizzardi, 1694.
- Vago, e curioso ristretto profano, e sagro dell'historia bresciana, Brescia, Gio. Maria Rizzardi, 1694.